# McGuire Air Force Base
McGuire AFB is een vliegbasis van de United States Air Force en plaats (census-designated place) in de Amerikaanse staat New Jersey, en valt bestuurlijk gezien onder Burlington County. McGuire ligt 25,9 km ten zuidoosten van Trenton. McGuire wordt aangestuurd door het Air Mobility Command. Het is sinds 1 oktober 2009 gefuseerd met twee aangrenzende faciliteiten van het Amerikaanse leger en de marine om deel uit te maken van Joint Base McGuire-Dix-Lakehurst (JB MDL).
De Host Wing op McGuire AFB is de 87th Air Base Wing (87 ABW), United States Air Force Expeditionary Center, AMC. De 87 ABW verzorgt het beheer van de volledige Joint Base MDL. De luchtmachtbasis heeft een vloot van Boeing C-17 Globemaster III en Lockheed C-130 Hercules transportvliegtuigen en Boeing KC-46 Pegasus tankvliegtuigen, in gebruik door de 305th Air Mobility Wing, de 514th Air Mobility Wing en de 108th Air Refueling Wing.
McGuire is ontstaan in 1941 als Fort Dix Army Airfield. Het werd kort na de Tweede Wereldoorlog gesloten en in 1948 heropend als McGuire Air Force Base. De basis is vernoemd naar majoor Thomas B. McGuire Jr., ontvanger van de Medal of Honor en de vliegende aas met de op een na hoogste score van de Amerikaanse piloten in de Tweede Wereldoorlog.

## Demografie
Bij de volkstelling in 2000 werd het aantal inwoners vastgesteld op 6478.

## Geografie
Volgens het United States Census Bureau beslaat de plaats een oppervlakte van
5,4 km², geheel bestaande uit land.

## Plaatsen in de nabije omgeving
De onderstaande figuur toont nabijgelegen plaatsen in een straal van 12 km rond McGuire AFB.